# Silezië

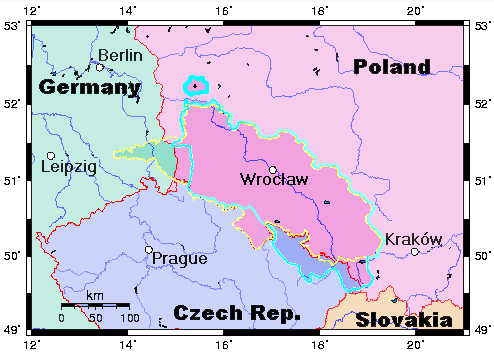
Silezië in de huidige landsgrenzen (rood). Geel de grenzen in 1871, blauw die van 1763.

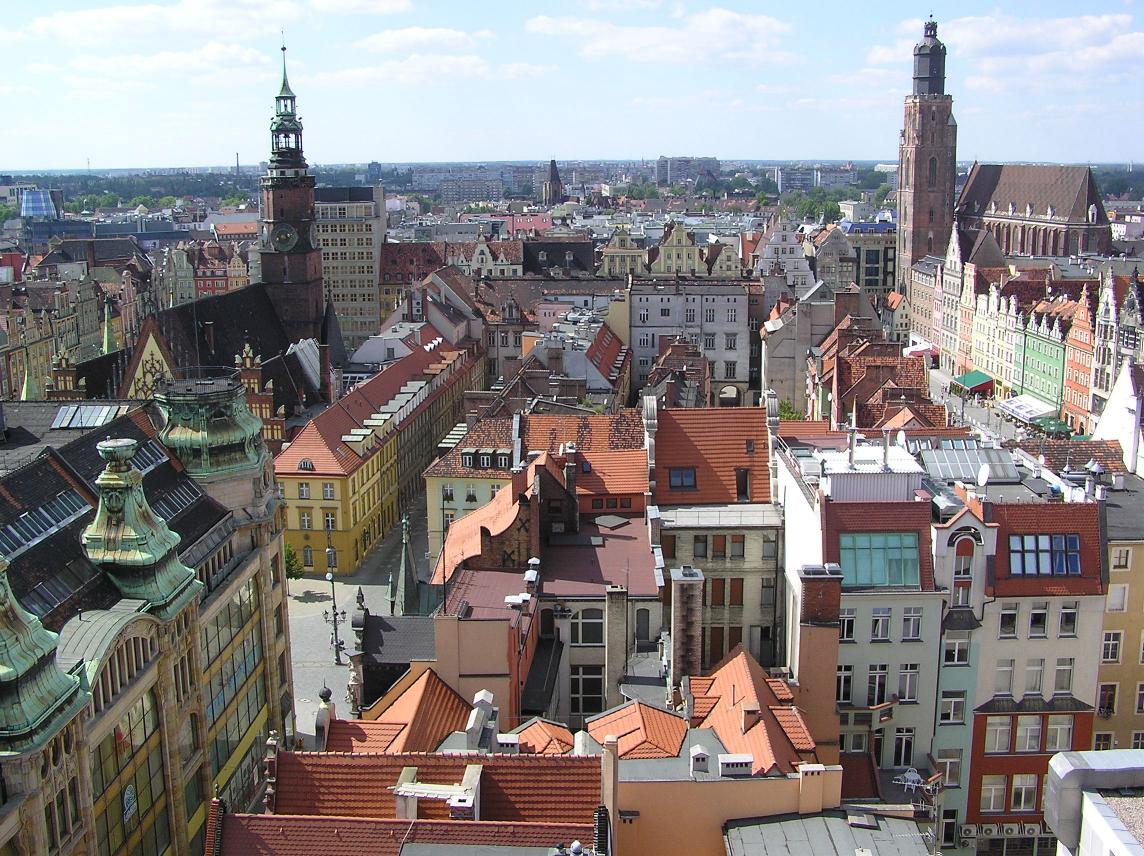
Wrocław (Breslau), de grootste stad en de hoofdstad van Silezië

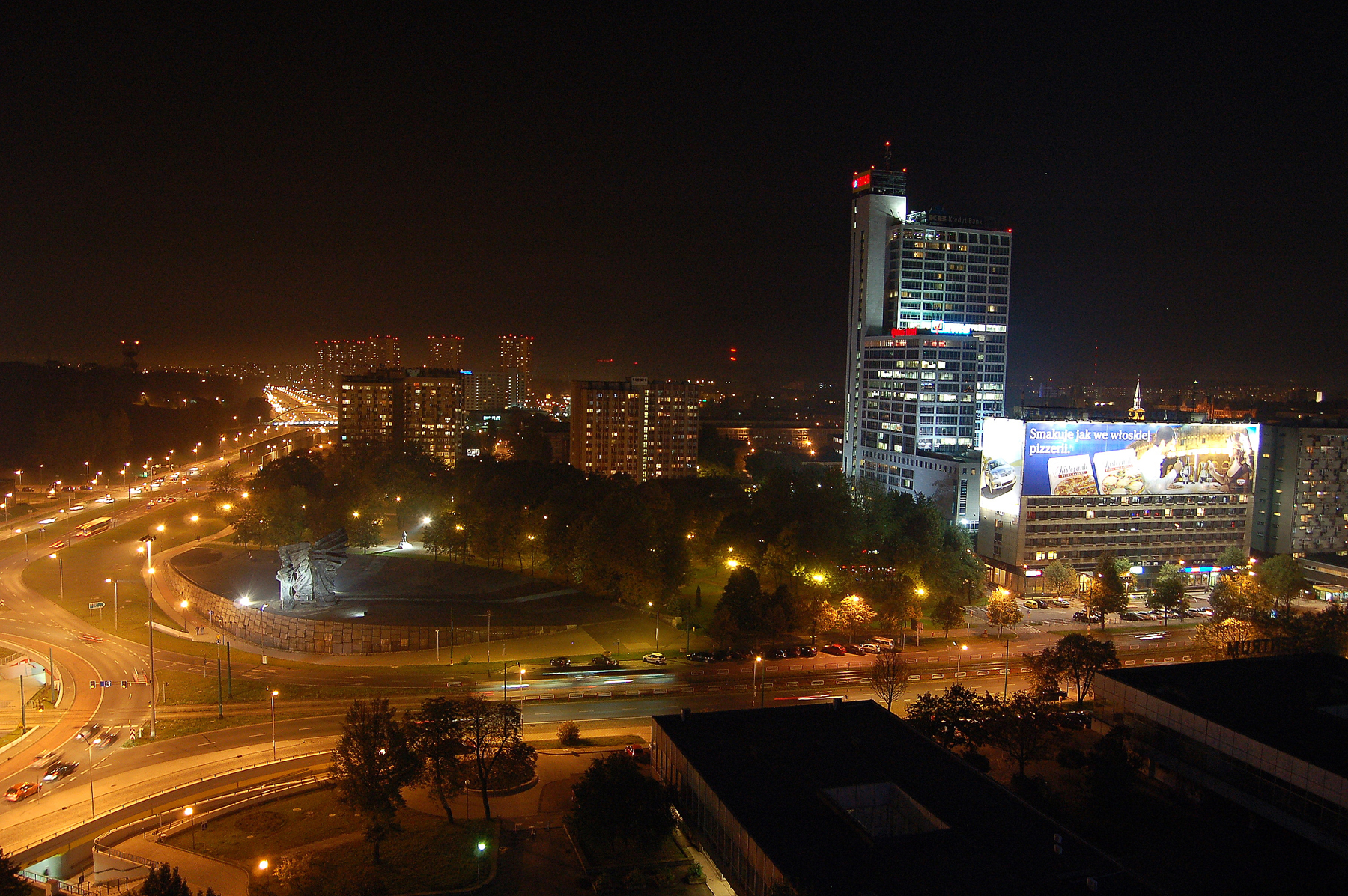
Katowice (Kattowitz) - Altus

Vlag van Silezië

Silezië (Latijn: Silesia, Silezisch-Duits: Schläsing, Silezisch-Slavisch: Ślůnsk; Pools: Śląsk; Duits: Schlesien; Tsjechisch: Slezsko) is een historische regio in Midden-Europa die zich uitstrekt aan weerszijden van de midden- en bovenloop van de Oder. Ze is te verdelen in Neder-Silezië (Woiwodschap Neder-Silezië) met de hoofdstad Wrocław (Breslau), en Opper-Silezië, dat rijk is aan delfstoffen en waarin een van de grootste industriegebieden van Europa ligt. 
Het gebied wisselde in de loop der eeuwen verschillende malen van staatkundig gezag. Het behoorde vanaf 900 afwisselend tot Bohemen (tegenwoordig een deel van Tsjechië) en Polen, maar kwam onder toenemende invloed van het Heilige Roomse Rijk (ook: Rooms-Duitse Rijk) waarvan het na 1236 deel ging uitmaken. Eerst onder gezag van het koninkrijk Bohemen, en nadat het Boheemse koningschap was overgegaan op het huis Habsburg kwamen Silezië, Bohemen en Oostenrijk in 1526 onder dezelfde Habsburgse vorsten, die sindsdien tegelijk ook keizer van het Rooms-Duitse Rijk waren.
In 1742 veroverde Pruisen Silezië grotendeels – een klein deel bleef Oostenrijks: de hertogdommen Teschen en Bielitz. Sindsdien was Silezië een provincie van het Koninkrijk Pruisen, en na de Duitse staatkundige eenwording in 1871 tegelijk een gebied binnen het Duitse keizerrijk. Sinds 1945 behoort de regio, na 700 jaar staatkundig tot het Duitse Rijk te hebben behoord, voor het overgrote deel tot het huidige Polen. Kleinere delen zijn bij Tsjechië en Duitsland gebleven: het vroegere Oostenrijks-Silezië bij Tsjechië, de Niederschlesischer Oberlausitzkreis en zo'n 15% van de vroegere Provincie Silezië bij Duitsland en maakt tegenwoordig grotendeels onderdeel uit van de deelstaat Saksen. Daartegenover is een Saksisch gebied in 1945 om verkeers-geografische redenen bij het Pools geworden Silezië gevoegd, omdat het oostelijk van de rivier de Neisse ligt.

## Geschiedenis

### Middeleeuwen
Silezië dankt mogelijk zijn naam aan de Oost-Germaanse stam der Silingen, die zich aan het begin van de 1e eeuw n.Chr. aan weerszijden van Oder en zuidwaarts tot aan het Reuzengebergte vestigde. Zij trokken in de 5e eeuw tijdens de Grote Volksverhuizing verder naar het westen, waarna de regio werd gekoloniseerd door West-Slavische stammen, waaronder de Ślężanen, die ook wel als naamgevers worden aangewezen door Poolse historici.
In de tiende eeuw betwistten de Poolse Piasten en de Boheemse (Tsjechische) Přemysliden elkaar het gebied. De strijd werd in 990 beslist in het voordeel van de Poolse prins (Piast) Mieszko I. Deze stichtte daarna ook in 1000 het bisdom Wratislaw (Latijn: Vratislavia, Duits: Breslau). Kort kwam Silezië weer onder Bohemen maar Polen herkreeg zijn greep op het land en in 1138 verenigde de koning de verschillende Silezische vorstendommen onder één hertog, zijn oudste zoon Władisław. Diens alleenrecht werd echter betwist door zijn broers en de hertogen (Piasten) kregen daarmee de ruimte om weer een eigen koers te varen, in eerste instantie door de Boheemse in plaats van de Poolse koning in 1147 als hun leenheer aan te zoeken. Omdat Bohemen een koninkrijk binnen het Duitse keizerrijk vormde, werd zo uiteindelijk de Rooms-Duitse keizer de leenheer. Silezië werd nu een samenhangend geheel van Piastische hertogdommen binnen de machts- en invloedssfeer van het Heilige Roomse Rijk.
Rond 1220 wierf hertog Hendrik I mijnwerkers uit westelijkere mijnbouwgebieden: Saksen en Thüringen. Zij bevolkten de nederzettingen Goldberg (Złotoryja) en Löwenberg (Lwówek) die als eerste (vanaf 1202) Maagdenburgse en lokale stadsrechten verwierven en dat was het begin van een massale instroom van handwerkslieden, handelaren en boeren. Zij waren bij de grondbezitters zeer welkom en werden door dezen actief geworven in de Duitse landen, waaronder toentertijd ook Nederlanden vielen. Deze voorkeur van de adellijke en geestelijke grondbezitters was een gevolg van hun hogere technische ontwikkeling die hen in staat stelden de enorme moerasgebieden langs de Oder (Odra) en dichte oerbossen in het bergland (Reuzengebergte) te ontginnen en tot economische waarde te brengen en omdat hun stadsrecht een moderne vormwijze van het organiseren van gemeenschappen van handwerkers en handelaren garandeerde. Eerst nog vond een verwoestende inval van Tataars-Mongoolse legers (de Gouden Horde) en een vernietigende veldslag in 1241 bij Liegnitz (Legnica) plaats. Toen zij zich, ondanks deze overwinning, teruggetrokken hadden, was de Duitse oostkolonisatie voor de wederopbouw des te meer noodzakelijk.
In de 13de eeuw werden ruim 1.200 nieuwe dorpen gesticht en oude dorpen vernieuwd door Duitstalige en, opvallend in de stad Breslau, ook Waalse immigranten, die ruime eigendomsrechten en in de eerste vestigingsjaren belastingvrijheid kregen, en daarnaast naar hun eigen recht hun zakelijke overeenkomsten en geschillen mochten registreren en berechten. De kolonisten bevonden zich in een aanzienlijk betere en vrijere rechtspositie dan de autochtone bevolking, reden waarom beide groepen zich pas in de 15de eeuw begonnen te mengen. Zij kwamen voornamelijk uit Saksen en Thüringen. Zij stichtten te midden van de nieuwe en van de oudere dorpen 130 meest kleine steden met de functie van regionale handelscentra, nieuw gesticht of op een oudere basis heringericht met een autonoom burgerbestuur naar Duits (als regel Maagdenburger, maar soms ook Löwenberger) stadsrecht. Het stedelijk bestuur werd vanaf 1220 in het Duits naast het Latijn gevoerd. Het vorstelijk en kerkelijk bestuur gebruikten sinds de 13de eeuw naast Latijn ook het Tsjechisch en pas in de derde plaats het Pools als schrijftaal omdat de Silezische hertogen (piasten) zich in deze tijd losmaakten van het Poolse koningschap en de Boheemse koningen als hun directe leenheren erkenden. Sinds de 14de eeuw waren zij door huwelijk nauw verbonden geraakt met de adel van het Duitse Rijk en gaven zij aan hun hofkanselarij het Duits de voorrang.
Ook kloostergemeenschappen uit het Duitse Rijk, voornamelijk Cisterciënzers, kregen in de 13de eeuw in ruime mate land ter ontginning geschonken van de Silezische hertogen en stichtten daar om hun nieuwe kloostervestiging ook dorpen, nieuwe of in combinatie met al bestaande dorpen. Rond 1300 werd Silezië bewoond door 450.000 mensen, waarvan waarschijnlijk toen al minder dan de helft uit de oorspronkelijke Slavische (naar modern begrip Poolse of Tsjechische) bevolking bestond, en de andere helft reeds uit nieuwe ‘Duitse’ immigranten. In Neder-Silezië kregen die immigranten in de 14de eeuw de overhand en verdween de taal van de Slavische bevolking in het verloop van enkele eeuwen. Vooral de nauwelijks bewoonde bergachtige gebieden werden door de kolonisten nieuw ingericht. De voor kolonisatie minder aantrekkelijke streken benoorden de rivier de Oder bleven tot in de 18de eeuw grotendeels Poolstalig. In Opper-Silezië werden de daar kleinere aantallen immigranten echter opgenomen in de talrijkere Slavische bevolking en konden voornamelijk enkele steden zich een aantal eeuwen als Duits- of tweetalig blijven onderscheiden. Op het Oppersilezische platteland trad onder de Duitse gemeenschappen een verpoolsing op onder invloed van contacten met het koninkrijk Polen en de geestelijkheid, opgeleid aan de universiteit van Krakau, die bijdroeg aan de Contrareformatie in dit gebied.
In hun strijd met een centraal Pools koningschap kozen de Silezische vorsten (Piasten) er in 1326 definitief voor om alle banden met het Poolse koningschap door te snijden. Zoals aan het Boheemse hof werd nu ook de hofcultuur van het Duitse Rijk voorgoed maatgevend aan de Silezische vorstenhoven en Duits en Tsjechisch de definitieve hoftalen. Overigens was die Duitse culturele invloed toen al sinds meer dan een eeuw aan het toenemen, mede omdat de adel en ook de hertogen bij voorkeur vrouwen uit de adel van het Duitse Rijk hadden gehuwd en zich via familierelaties met de Duitse feodaliteit hadden verbonden. Een van de eersten en de bekendste was de echtgenote van de Piastenhertog Hendrik I, de in 1267 heilig verklaarde Hedwig von Andech-Meran - in Polen Św. Jadwiga genoemd - die de patrones is van Silezië. Haar graf, in het door haar gestichte, en vanuit het moederklooster in haar geboortestreek Franken (nu noordelijk Beieren) bevolkte, Cisterciënzerinnenklooster in Trebnitz (Trzebnica), is nog steeds een drukbezocht bedevaartsoord.

#### Hertogdom Silezië
Bolesław III Scheefmond bepaalde dat het Poolse koninkrijk na zijn dood zou worden verdeeld onder alle erfgerechtigde zoons, waardoor na zijn dood in 1138 een zelfstandig hertogdom Silezië ontstond. In 1163 viel ook dit uiteen in de hertogdommen Breslau (Wrocław) en Ratibor (Racibórz), waarvan zich in de dertiende eeuw in Neder-Silezië de hertogdommen Liegnitz (Legnica), Glogau (Głogów), Jauer (Jawor) en Schweidnitz (Świdnica) afsplitsten en in Opper-Silezië Oppeln (Opole) en Teschen (Cieszyn/Těšín). Ook daarna vond nog een reeks opdelingen en samenvoegingen plaats, zodat er eind vijftiende eeuw zestien Silezische staten bestonden. Koning Johann van Luxemburg (Jan de Blinde) van Bohemen bracht aan het begin van de veertiende eeuw vrijwel alle Silezische hertogdommen onder de Boheemse kroon en daarmee bij het Duitse, zogenoemd Heilige Roomse Rijk. In 1335 bewoog hij de Poolse koning Casimir III de Grote ertoe officieel af te zien van zijn aanspraken op Silezië.
Silezië schaarde zich in de strijd tegen de Boheemse Hussieten aan de zijde van keizer Sigismund, tevens Boheems koning, en had daardoor erg te lijden onder de brute hussitische plundertochten gedurende de Hussitenoorlogen (1425-1436). Tijdens de Reformatie gingen sinds ca. 1530 de meeste steden en feodale heerschappen, waaronder de hertogen, over tot het lutheranisme. De bisdommen en hun uitgestrekte territoria bleven Rooms-katholiek. In deze tijd verloor het Tsjechisch, nu verbonden met het Hussitisme, gaandeweg zijn positie als taal van bestuur en rechtspraak om deze functie over te laten aan het Hoogduits. Het Pools herkreeg in het kielzog van de Contrareformatie en ook deels ten koste van het Tsjechisch een functie als bestuurstaal in Opper-Silezië.

### Habsburgse tijd
Tezamen met Bohemen viel Silezië in 1526 toe aan het huis Habsburg en zo kwam het rechtstreeks onder de keizer van het Duitse Rijk. Het in de jaren 1522-1555 grotendeels luthers-protestants geworden gebied (vooral Neder-Silezië) zocht in de Dertigjarige Oorlog (1618-1648), steun bij de coalitie van de protestantse vorsten en steden tegen de Habsburgers. Tevergeefs en met keizerlijke steun zouden na de oorlog de rooms-katholieken gaan domineren, ondanks dat zij in Neder-Silezië numeriek maar een derde van de bevolking uitmaakten. De Contrareformatie, georganiseerd door de jezuïten, bracht grote delen van de Silezische bevolking na 1576 terug naar het katholieke geloof, terwijl veel protestantse vluchtelingen uitweken naar de Poolse grensgebieden waar de godsdienstvrijheid door enkele adellijke families gegarandeerd werd. Na het sluiten van de vrede in 1648 drukten de grote verwoestingen van de Dertigjarige Oorlog twee eeuwen lang op de economie en ging de bevolking in aantal sterk terug. Lutheranen moesten zich schikken in een tweederangspositie en hun kerken definitief aan de katholieken afstaan, behalve in de vorstendommen Liegnitz (Legnica), Ohlau (Oława) en Brieg (Brzeg), die pas in 1675 onder Habsburg kwamen. Alleen Opper-Silezië werd geheel gerekatholiceerd.
Lutherse vorsten, met name de Pruisische hertogen, later koningen, stelden zich op als beschermers van de protestanten en dwongen na herhaaldelijke militaire conflicten in de vredessluitingen af dat de lutheranen het recht kregen om in verschillende steden buiten de stadspoorten hun eigen kerken te bouwen (Friedenskirchen). Met het oog op de snelle uitvoering van een eventueel bevel tot directe afbraak wanneer de aanscherping van de Contrareformatie dit zou eisen, stonden de Habsburgers dit alleen toe wanneer zulke kerken een provisorisch karakter (van hout) behielden. Ook vlak over de grens gaven enkele katholieke Poolse vorsten de gelegenheid om zulke kerken (Gnadenkirchen) te bouwen in een reeks van hun grensstadjes, niet primair uit religieuze tolerantie maar om rijke protestantse handwerkslieden aan te werven en van hun economische bedrijvigheid en belastingafdrachten te kunnen profiteren. In 1711 kon de Zweedse koning de Habsburgse keizer bij de Conventie van Altränstadt afdwingen om 130 kerken terug te geven en lutherse scholen toe te staan. In 1742 veroverde Frederik de Grote van Pruisen Silezië, hoewel ternauwernood en tegen grote financiële inspanningen. De religieuze verhoudingen en bezitsrechten liet hij ongewijzigd, hoewel nu overal met staatssteun wel lutherse kerken gebouwd konden worden.
De meest indrukwekkende bewaard gebleven houten vredeskerken staan in Schweidnitz (Świdnica) en Jauer (Jawor), de Vredeskerken in Jawor en Świdnica, sinds 2001 werelderfgoed. Zij werden, nadat de oorspronkelijke Duitse bevolking in 1945 verjaagd en verdreven was overgedragen aan het consistorium van de Pools-lutherse kerk in Warschau, maar hebben nu alleen een museale functie omdat zich ter plaatse geen lutherse gemeenten meer bevinden.

### Pruisisch-Duitse tijd

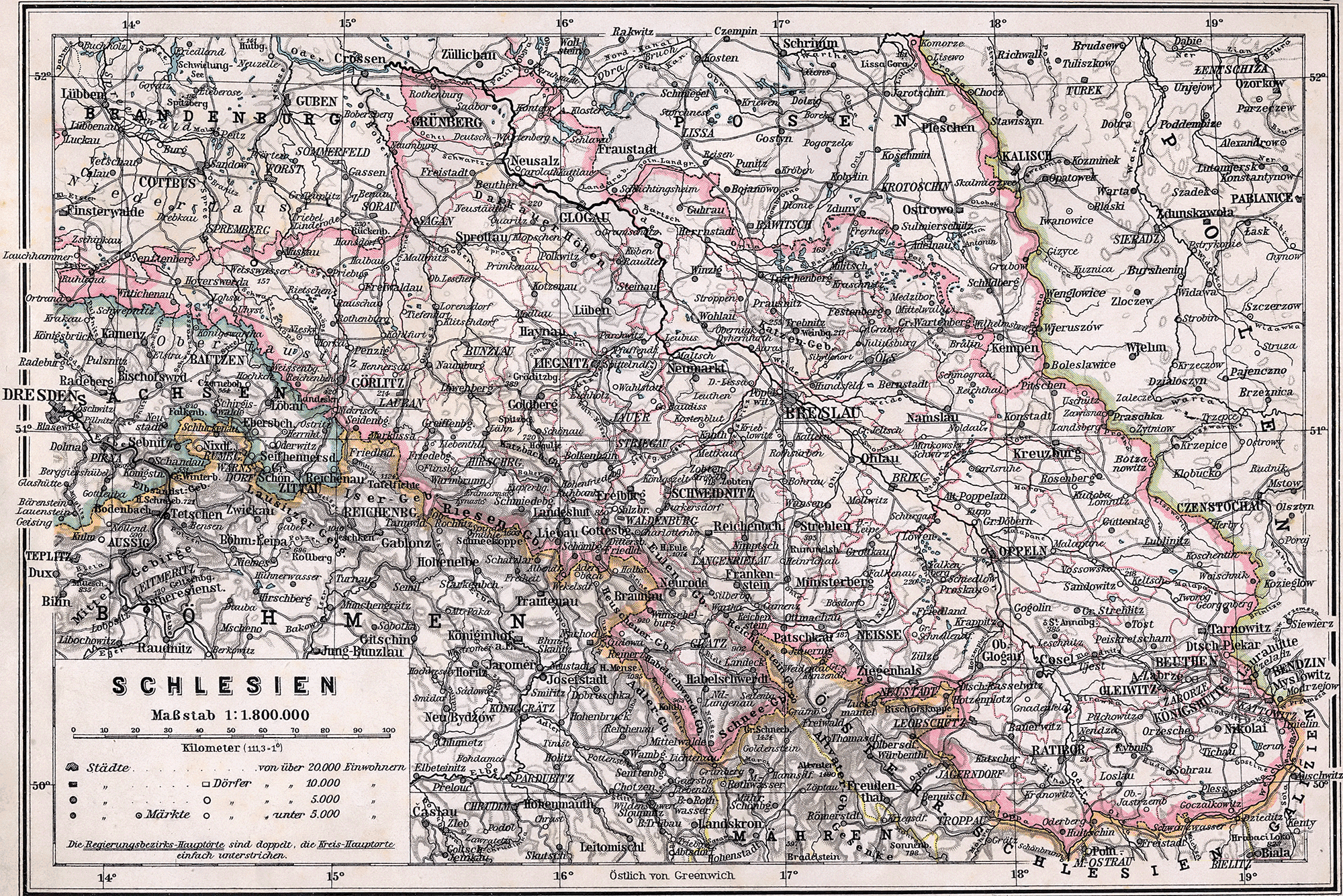
De provincie Silezië in 1905

De Pruisische koning Frederik II de Grote viel na de dood van de Habsburgse keizer Karel VI in 1740 Silezië binnen. Formeel kon hij aanspraak maken op een deel van Silezië op grond van een in 1537 met Frederik II van Liegnitz (Legnica) gesloten erfovereenkomst, maar het was hem ook om economisch gewin te doen want Silezië was door zijn mijnbouw en textielindustrie in de achttiende eeuw een van de welvarendste delen van het Habsburgse rijk. Maar de verovering van 1740-'42 was nog niet beslissend en in de drie Silezische Oorlogen (1740-1742, 1744-1745 en 1756-1763) moest Pruisen Oostenrijkse invallen het hoofd bieden. Pas in 1763 gaf Oostenrijk de aanspraken op Silezië op, met uitzondering van het zuidelijke deel, sindsdien Oostenrijks Silezië bestaande uit Teschen, Troppau (Opava) en Jägerndorf (Krnov).
Onder het Pruisische bestuur vormde Silezië sinds 1815 een provincie, die ook delen van de Lausitz omvatte. Het oostelijk deel van Opper-Silezië industrialiseerde in de negentiende eeuw sterk en werd een van de belangrijkste Duitse industriegebieden. Hoewel Neder-Silezië al vroeg vrijwel geheel Duitstalig geworden is, zou Opper-Silezië pas door deze industrialisatie en verstedelijking een groeiende germanisatie ondergaan. Maar op het platteland bleef de bevolking daar overwegend het Silezisch-Poolse dialect spreken.
Als provincie van het koninkrijk Pruisen behoorde Silezië sinds 1871 tot het Duitse Keizerrijk. Na de Duitse nederlaag in de Eerste Wereldoorlog organiseerden de geallieerden een volksraadpleging over de vraag of Opper-Silezië Duits moest blijven of Pools moet worden. Ondanks het feit dat 60% vóór Duitsland stemde, werd het delfstofrijke oosten van het gebied met het grootste deel van de industrie toch aan de Polen toegekend. Daarmee werd een roerige periode (1919-1921) besloten van pro-Poolse zogenaamde "Silezische Opstanden" en daartegen in het geweer komende Duitse vrijkorpsen. Een grote Duitstalige, althans Duitsgezinde, bevolkingsgroep onder de Opper-Sileziërs in dit afgestane deel kwam nu binnen de Poolse grenzen terecht. Om spanningen in goede banen te leiden werd door de Volkenbond een minderheidsstatuut opgesteld voor de bescherming van hun rechten, maar dat loste de spanningen niet op omdat Polen het gebied wilde poloniseren en zich dat niet goed liet verenigen met de handhaving van minderhedenrechten. In het westelijke deel dat Duits bleef werden de rechten voor de Pools minderheid evenmin geëerbiedigd en na de nationaalsocialistische machtsovername (1933) buiten de orde gesteld. Tussen 1920 en 1940 vertrokken enkele honderdduizenden Sileziërs van de ene naar de andere zijde van de staatsgrens.
Het Opper-Silezische Hultschiner land werd in 1919 deel van de nieuwe staat Tsjecho-Slowakije, evenals het grootste deel van Oostenrijks Silezië. Tsjecho-Slowakije en Polen betwistten elkaar Teschen, dat naast een Duitse vooral stedelijke ook een aanzienlijke Poolse en Tsjechische bevolking had. Dit leidde tot een opdeling van het gebied in Cieszyn (Polen) en Český Těšín (Tsjecho-Slowakije), die het conflict echter niet oploste.
Tsjechisch Silezië werd na de Conferentie van München (1938) als deel van Sudetenland, Duits, met uitzondering van Teschen, dat door Polen werd bezet en geannexeerd in datzelfde jaar. De bevolking werd aan een verpoolsingspolitiek onderworpen en Tsjechische dissidenten gearresteerd. Dit duurde tot september 1939 toen Duitsland Polen binnenviel en zowel Opper-Silezië alsook Teschen veroverde en annexeerde. Begin 1945 kwam Silezië in handen van het Rode leger. Na de Tweede Wereldoorlog werd geheel Silezië ten oosten van de Oder-Neissegrens onder toezicht van de regering van de Volksrepubliek Polen geplaatst. Dit kwam in feite neer op een de facto-annexatie door Polen. Een klein deel van de provincie Silezië met steden als Görlitz, Niesky en Hoyerswerda, gelegen ten westen van de Neisse en historisch tot de Opper-Lausitz behorend, bleef deel van Duitsland in de Duitse Democratische Republiek. De stad Görlitz waar de Neisse doorheen liep, werd verdeeld in een Duits en een Pools deel dat sinds 1945 Zgorzelec heet. Ook Frankfurt an der Oder verloor door de nieuwe grensrivier haar oostelijke voorstad, die sindsdien Słubice heet. Guben (Gubin) werd Pools en verloor haar westelijke voorstad Altsprucke, evenals Küstrin als Kostrzyn nad Odrą dat ook Pools werd en daarmee haar westelijke voorstad Küstriner Vorland verloor.

### Poolse tijd
Van de 4,5 miljoen Duitstalige Sileziërs was een groot deel begin 1945 op de vlucht gegaan voor de Sovjet-troepen. Een deel van hen keerde in de maanden na de oorlog terug uit hun schuilplaatsen in het Sudetengebergte en uit Bohemen, maar in 1946-1947 verdreef de Poolse regering het grootste deel van de teruggekomenen alsnog. Zie Verdrijving van Duitsers na de Tweede Wereldoorlog. Tweetaligen die ook Pools- of Tsjechisch konden spreken en die voornamelijk in Opper-Silezië woonden, mochten blijven. Zij konden aan deportaties en etnische zuiveringen ontkomen na een politieke zuivering op grond van hun gedrag tijdens de oorlog en als zij van hun kennis van de Poolse taal, dat wil zeggen de plaatselijke dialecten, konden getuigen.
Vele honderdduizenden eentalige Duitse burgers kwamen om in interneringskampen vaak voormalige nazikampen, waarvan Lambsdorf (Lambowice) het beruchtste was, of bij hun vlucht dan wel tijdens hun deportatie. Als Duitsers onvervangbaar nut voor de technische bedrijfsvoering in de zware industrie bezaten, mochten zij voorlopig met de status van vreemdelingen blijven tot 1957. Daarna moesten ze vertrekken zodra zij in hun beroep vervangen konden worden. Veel tweetaligen in Opper-Silezië die de Poolse nationaliteit aan hadden mogen nemen, emigreerden in de loop van de jaren toch naar West-Duitsland. De achterblijvers vormen nog steeds de oorspronkelijke bevolking maar zijn in de minderheid geraakt tegenover immigranten uit overig Polen. Een deel van hen vroeg na 1990 de status van Duitse minderheid aan. Zij wonen met name rond Opole (Oppeln). Zie Duitse minderheid in Polen. Polen herbevolkte onder andere met name Kłodzko (het oude graafschap Glatz in Neder-Silezië) in het kader van Operatie Wisła (1947) met, door de Sovjet-Unie tot verhuizing gedwongen, Galiciërs (Oekraïners), en meer specifiek met de bergbewoners in het Tatragebergte (onder wie de Bojken en Lemken) en de bevolking uit het gebied rond Sanok. Deze groepen verzetten zich namelijk tegen het Pools-communistische staatsgezag en hun verhuizing naar Silezië moest hun integratie bespoedigen door verspreiding onder de Polen die zich hier ook als nieuwkomers vestigden. Niettemin onderscheiden ze zich nog altijd door hun orthodox-geünieerde gemeenten en kerkgebouwen.
Polen nam het herstel en de uitbreiding van de zware industrie in Opper-Silezië na 1945 voortvarend ter hand. Het gebied rond Katowice (Kattowitz) groeide uit tot één groot industriegebied, maar door afwezigheid van enig milieubewustzijn, werd de streek ook een van de meest vervuilde streken van Polen. Sinds het eind van de twintigste eeuw en door druk vanuit de Europese Unie krijgt milieubescherming meer aandacht.

## Geografie
Silezië wordt verdeeld in Neder-Silezië in het noordwesten en Opper-Silezië in het zuidoosten. Binnen Neder-Silezië onderscheidt men de agrarische Silezische laagvlakte tussen Opole en Głogów met de grootste stad van het gebied, Wrocław; het voorgebergte van de Sudeten tussen Jawor en Nysa, een landbouw- en industriegebied; en de Sudeten zelf langs de Tsjechische grens, rijk aan steenkool en bekend om het landschap. Neder-Silezië behoort in Polen tot het gelijknamige woiwodschap Neder-Silezië, Duits Neder-Silezië tot de deelstaten Brandenburg en Saksen. De grootste steden van het gebied zijn Wrocław (Breslau), Wałbrzych (Waldenburg), Legnica (Liegnitz), Jelenia Góra (Hirschberg) en Lubin (Lüben) in Polen en Görlitz en Hoyerswerda in Duitsland.
Opper-Silezië, verdeeld over de Poolse woiwodschappen Opole en Silezië en met een klein deel in Tsjechië, kent een grote industriële agglomeratie rond Katowice met circa 2,5 miljoen inwoners (Zwart Silezië), maar kent ook een groen gebied in het zuiden (Groen Silezië) en in het oosten de Beskiden, waar wintersport kan worden beoefend. De grootste steden zijn Katowice (Kattowitz), Częstochowa (Tschenstochau), Sosnowiec (Sosnowitz), Gliwice (Gleiwitz), Zabrze (Hindenburg), Bytom (Beuthen), Bielsko-Biała (Bielitz-Biala), Ruda Śląska, Rybnik, Tychy (Tichau), Dąbrowa Górnicza (Dombrowa) en Opole (Oppeln).

## Statistiek
| Taalgroepen in Silezië (ca. 1900) | Taalgroepen in Silezië (ca. 1900) | Taalgroepen in Silezië (ca. 1900) | Taalgroepen in Silezië (ca. 1900) | Taalgroepen in Silezië (ca. 1900) | Taalgroepen in Silezië (ca. 1900) | Taalgroepen in Silezië (ca. 1900) |
| categorie                         | Pruisisch                         | Pruisisch                         | Oostenrijks                       | Oostenrijks                       | totaal                            | totaal                            |
| categorie                         | aantal                            | procentueel                       | aantal                            | procentueel                       | aantal                            | procentueel                       |
| --------------------------------- | --------------------------------- | --------------------------------- | --------------------------------- | --------------------------------- | --------------------------------- | --------------------------------- |
| totaal                            | 4.942.611                         | 100 %                             | 680.422                           | 100,0%                            | 5.623.033                         | 100,0%                            |
| Duits                             | 3.741.300                         | 75,7%                             | 304.149                           | 44,7%                             | 4.045.449                         | 71,9%                             |
| Pools                             | 1.100.831                         | 22,3%                             | 225.900                           | 33,2%                             | 1.326.731                         | 23,6%                             |
| Moravisch                         | 100.480                           | 2,0%                              | 150.373                           | 22,1%                             | 250.853                           | 4,5%                              |